# Katherine Heigl
Katherine Heigl [ˈkæθrɪn ˈhaɪɡəl] est une actrice et productrice américaine, née le 24 novembre 1978 à Washington DC.
Elle fait ses débuts dans la série télévisée fantastique Roswell, avant d'accéder à une notoriété publique importante grâce à son rôle d'Izzie Stevens dans la série télévisée médicale Grey's Anatomy (2005 à 2010), qui lui permet de remporter, entre autres, un Emmy Awards et d'être nommée aux Golden Globes.
Au cinéma, à la suite du succès critique et commercial de En cloque, mode d'emploi (2006), elle se spécialise en tête d'affiche de comédie romantique avec 27 robes (2008) et L'Abominable Vérité (2009). Par la suite, elle s'essaie plutôt à l'action romantique avec Kiss and Kill, la romance familiale avec Bébé mode d'emploi (2010), la romance chorale avec Happy New Year (2011) puis la comédie d'arnaque avec Recherche Bad Boys désespérément (2012) et la comédie dramatique avec Un grand mariage (2013). Tous ces films sont cependant éreintés par la critique.
Elle tente donc un retour télévisuel, en tête d'affiche, avec les séries State of Affairs (2014-2015) puis Doubt : Affaires douteuses (2017), mais celles-ci sont arrêtées prématurément. En 2018, elle rejoint finalement la distribution principale de la comédie judiciaire Suits : Avocats sur mesure, à la suite du départ de Meghan Markle.
En 2021, elle revient avec le rôle principal Tully Hart dans la série Toujours là pour toi diffusée sur Netflix, qui est saluée par la critique.

## Biographie

### Jeunesse et formation
D'origine irlandaise et allemande, Katherine Heigl est la cadette des cinq enfants de Nancy et Paul Heigl (avec Meg, Jason, Holt et John Heigl).
En 1986, son frère Jason meurt dans un accident de voiture. Cet événement dramatique va profondément bouleverser l'équilibre familial et mener au divorce de ses parents quelques années plus tard.
Elle grandit selon la tradition des Mormons en Virginie, puis à Denver avant que la famille emménage à New Canaan dans le Connecticut.
Alors qu'elle est âgée de neuf ans, une tante envoie des photos d'elle à diverses agences de modèles et elle est rapidement engagée en tant que mannequin, notamment pour des catalogues de vente par correspondance, puis dans une publicité télévisée pour les céréales Cheerios.

### Carrière

#### Débuts d'actrice
En 1992, elle fait son entrée au cinéma en décrochant des rôles mineurs, dans la comédie romantique That Night, aux côtés d'Eliza Dushku puis dans la comédie dramatique King of the Hill de Steven Soderbergh, l'année suivante.
En 1994, elle succède à Marie Gillain dans My Father, ce héros, remake américain du film Mon père, ce héros face à Gérard Depardieu qui reprend le rôle qu'il tenait dans le film d'origine. C'est grâce à cette interprétation qu'elle se fait réellement remarquer par la profession, elle est notamment nommée lors de la cérémonie des Young Artist Awards dans la catégorie « meilleure interprétation par une jeune actrice ».
Tout en poursuivant sa carrière de mannequin (elle apparaît régulièrement dans des magazines pour ados, comme Seventeen) et ses études, elle est à l'affiche de Piège à grande vitesse, avec Steven Seagal, en 1995, qui lui permet d'être invitée dans les shows de Jay Leno et Conan O'Brien, puis d'un Disney Channel Original Movie, Poussière d'étoiles (en), en 1996.
En 1997, à la suite du divorce de ses parents et ses études terminées, elle part vivre avec sa mère à Los Angeles et celle-ci devient son agent. Elle tourne alors dans des films indépendants : Prince Vaillant, Stand-ins (it) et Bug Buster (en).
En 1998, elle apparaît dans un épisode de New York, police judiciaire, puis elle joue le rôle de Jade dans La Fiancée de Chucky et enchaîne avec le téléfilm La Tempête, une transposition de la pièce de William Shakespeare pendant la Guerre de Sécession, dans laquelle elle joue aux côtés de Peter Fonda.

#### Révélation télévisuelle
En 1999, elle est l'une des actrices principales de Roswell, diffusée sur The WB, dans laquelle elle incarne une extra-terrestre. La série, essentiellement destinée à un public d'adolescents, lui permet d'apparaître dans les longs métrages suivants : 100 Girls (2000), puis Mortelle Saint-Valentin, aux côtés de David Boreanaz et Denise Richards (2001).
En 2002, à la fin de la série, au terme de trois saisons, Katherine Heigl poursuit sa carrière à la télévision, dans divers téléfilms. Parmi ceux-ci, elle tourne avec Kerr Smith dans Ultime menace (Critical Assembly), l'histoire de deux étudiants qui fabriquent une arme nucléaire, un projet retardé à cause des attentats du 11 septembre 2001, ou une adaptation des Hauts de Hurlevent avec Mike Vogel.
En 2003, elle joue dans le film d'horreur indépendant Descendant (en) avec Jeremy London qui passe complètement inaperçu.

En 2005, Elle reprend le rôle précédemment tenu par Mira Sorvino dans le téléfilm Romy and Michele: In the Beginning (préquelle télévisée du film Romy et Michelle, 10 ans après) et tient le rôle principal d'une comédie romantique indépendante Side Effects avant de voir sa carrière redémarrer vraiment avec la série Grey's Anatomy diffusée sur ABC à partir de mars 2005 et dont le succès est immédiat. Elle tient le rôle d'Isobel « Izzie » Stevens, qui lui vaut deux nominations aux Golden Globes dans la catégorie du meilleur second rôle féminin dans une production télévisée en 2007 et 2008 (prix qui revient finalement à Emily Blunt et Samantha Morton) avant de remporter un Emmy Award (l'équivalent des Oscars de la télévision) dans la catégorie meilleure actrice de série télé dans un second rôle dramatique, en 2007. 

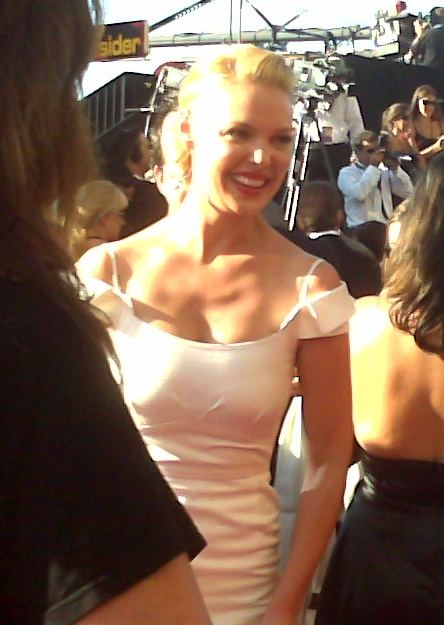
Katherine Heigl lors des Emmy Awards 2007.

Parallèlement au tournage de la série, elle tourne dans le clip Only You du chanteur Josh Kelley.
En 2006, elle participe à des productions indépendantes: comme la comédie sportive The Ringer aux côtés de Johnny Knoxville et le thriller Zyzzyx Rd. avec Tom Sizemore. Cette même année, elle est l'une des vedettes du teen movie Caffeine (en) avec Marsha Thomason, Mena Suvari et Breckin Meyer.
En 2007, elle rencontre un large succès critique et commercial en incarnant le premier rôle féminin de la comédie dramatique décalée En cloque, mode d'emploi, écrite et réalisée Judd Apatow. Sa visibilité médiatique est à son paroxysme, le magazine Vanity Fair la présente d'ailleurs comme « la blonde la plus sexy de Hollywood ». Elle est également régulièrement présente depuis 2005 dans le classement des femmes les plus sexy du monde dans le magazine FHM. Son interprétation est également saluée, elle est nommée pour le Satellite Award de la meilleure actrice mais aussi l'Empire Awards, le MTV Movie and TV Awards et elle reçoit également une citation pour l'association St. Louis Film Critics. À noter qu'elle signe une double nomination, cette année-là, lors de la cérémonie des Teen Choice Awards dans la catégorie meilleure actrice, à la fois pour son travail sur ce long métrage mais aussi pour son interprétation dans le drama médical Grey's Anatomy.

#### Tête d'affiche au cinéma et échecs critiques

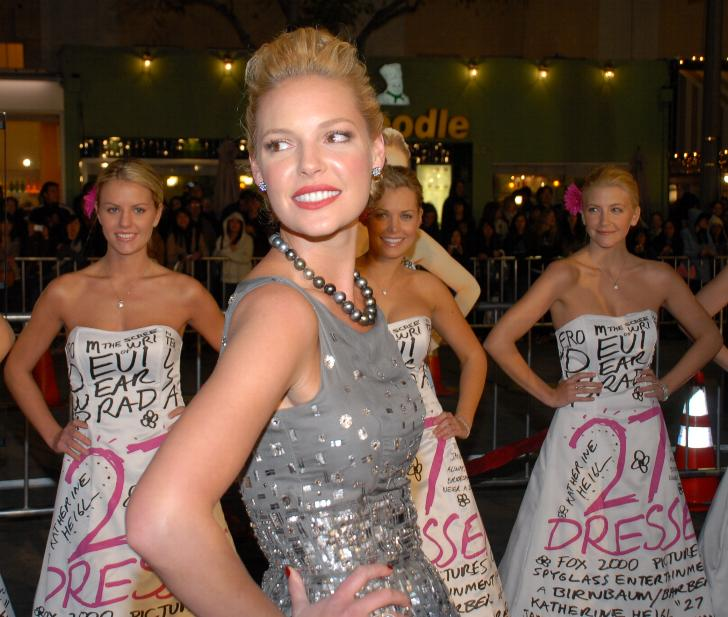
Katherine Heigl, lors de l'avant première du film 27 robes, en janvier 2008.

En 2008, elle décide de capitaliser sur son image glamour et sexy, en enchaînant les comédies romantiques : elle est ainsi l'héroïne de 27 robes, d'Anne Fletcher, pour laquelle elle est entourée de James Marsden et Malin Åkerman. Bien que le film signe un vif succès commercial, celui-ci ne convainc pas réellement la critique, il est tout de même désigné meilleur film comique lors de la cérémonie des People's Choice Awards, l'actrice y est aussi récompensée par l'Award de la meilleure actrice dans une série télévisée.
En 2009, L'Abominable Vérité de Robert Luketic, qu'elle produit également et qui l'oppose à Gerard Butler divise la critique. L'interprétation de Katherine Heigl est néanmoins saluée par des citations au titre de meilleure actrice lors de cérémonies de remises de prix comme les Teen Choice Awards et les Satellite Awards. Le film est en revanche un franc succès au box office, générant plus de 205 millions de dollars pour un budget estimé à 38 millions.
En 2010, l'actrice décide de se consacrer au cinéma : elle quitte soudainement la série Grey's Anatomy. Elle explique au magazine américain Entertainment Weekly que la raison de son départ n'est pas d'ordre professionnel mais d'ordre personnel car depuis qu'elle a adopté avec son mari une petite fille, elle souhaite se consacrer aussi à sa famille. Cette même année, elle est élue « Star de l'année » lors de la ShoWest Convention.
Elle enchaîne ensuite les projets de films,, : elle joue dans la comédie romantique d'action Kiss and Kill, face à Ashton Kutcher (2010), mais les critiques sont globalement mauvaises, côté box office, bien que le film soit rentabilisé, il ne rencontre pas le succès escompté. Puis en fin d'année, elle est dans la comédie dramatique et familiale Bébé mode d'emploi, écrite et réalisée par Greg Berlanti. L'actrice est également productrice exécutive du long métrage qui est mieux accueilli que son prédécesseur. Le film réussit à passer la barre des 100 millions de dollars engrangés au box office.
En 2011, elle décroche l'un des rôles principaux de la comédie romantique chorale de Garry Marshall, Happy New Year, après le désistement de Halle Berry, qui réintègre la distribution en tant que secondaire. Bien que le film bénéficie d'une distribution composée d'une pléiade de stars comme Hilary Swank, Michelle Pfeiffer, Jessica Biel, Sarah Jessica Parker, Robert De Niro et bien d'autres, les critiques ne sont pas tendres. En revanche, ce film lui permet de nouer de nouveau avec les hauteurs du box office.
En janvier 2012, l'actrice émet alors le souhait de revenir dans la série Grey's Anatomy, mais Shonda Rhimes rejette sa demande par médias interposés quelques jours après. La jeune femme passe effectivement pour avoir un comportement de diva et n'est pas du tout appréciée par la réalisatrice de la série.
Elle persiste néanmoins une sixième fois en étant la tête d'affiche de la romance d'action Recherche Bad Boys désespérément de Julie Anne Robinson, adaptation du roman La Prime de Janet Evanovich. Le film, qu'elle produit aussi, reçoit les pires critiques de toute sa carrière. C'est aussi un échec au box office, Katherine Heigl est même nommée lors de la cérémonie parodique des Razzie Awards.
En 2013, elle fait partie de la distribution de stars réunies pour la comédie dramatique familiale indépendante Un grand mariage, écrit et réalisé par Justin Zackham. Mais malgré la présence de Robert De Niro et Diane Keaton, le film déçoit la critique et au box office,.

#### Retour à la télévision et au cinéma indépendant
En 2014, elle fait son retour à la télévision. En début d'année sort d'abord, discrètement, la comédie romantique musicale Jackie and Ryan, écrite et réalisée par Ami Canaan Mann. Les critiques sont plutôt positives. Puis, en fin d'année, sort la série thriller State of Affairs, dont elle mène la distribution. Elle est néanmoins arrêtée au bout de treize épisodes, faute d'audiences et à la suite de critiques peu enthousiastes et aussi prête sa voix au film d'animation Opération Casse-noisette qui lui permet de renouer avec le box office et de convaincre la critique.
En 2015, elle incarne le premier rôle féminin de la romance noire Dangerous Housewife d'Anthony Burns, ainsi que dans la comédie dramatique indépendante Marions-nous ! de Mary Agnes Donoghue, deux productions mineures qui passent inaperçues.
En 2017, elle tente de mener une nouvelle série télévisée judiciaire, en remplaçant KaDee Strickland dans le rôle principal, nommée Doubt : Affaires douteuses. Les deux premiers épisodes réalisent de très mauvaises audiences, poussant le réseau de diffusion CBS à déprogrammer la série prématurément. Cependant, la chaîne prend la décision de diffuser les derniers épisodes durant l'été. Au cinéma, elle est à l'affiche au côté de Rosario Dawson dans le thriller Rivales mais le film déçoit la critique et ne rencontre pas le succès au box office. Elle signe également pour le deuxième volet du film d'animation Opération Casse-noisette 2.
Début 2018, elle accepte finalement un rôle régulier dans une série déjà établie, Suits : Avocats sur mesure, centrée sur la vie d'un cabinet d'avocats. Elle remplace l'actrice Meghan Markle, partie au bout de sept saisons. En janvier 2019, il est annoncé que Suits se conclura au terme de sa neuvième saison, prévue pour l'été 2019.
Deux mois plus tard, Heigl tente de revenir dans un premier rôle, en acceptant de porter une nouvelle sitcom familiale pour la chaîne CBS, secondée par Malcolm Barrett dans le rôle de son mari.

### Vie privée
De 1994 à 1999, Katherine Heigl fréquente l'acteur américain Joseph Lawrence.
En octobre 1999, elle fréquente l'acteur Jason Behr, avec qui elle se fiance en 2001. Ils se séparent en août 2002, au bout de trois ans de relation et un an de fiançailles.
Depuis juin 2005, Katherine Heigl est la compagne de l'auteur-compositeur-interprète Josh Kelley. Ils se sont rencontrés sur le tournage du clip de ce dernier, Only You. Après s’être fiancés en juin 2006, ils se marient le 23 décembre 2007 à Park City dans l'Utah,. En 2008, elle achète une maison dans la « North Berendo Street » à Los Angeles. Le 9 septembre 2009, ils adoptent une petite fille, Nancy Leigh « Naleigh » Mi-Eun Kelley (née le 23 novembre 2008),, originaire de Corée du Sud. En avril 2012, ils adoptent une deuxième petite fille, Adalaide Marie Hope Kelley (née le 3 avril 2012),, originaire des États-Unis,. Le 23 juin 2016, Katherine Heigl annonce sur les réseaux sociaux être enceinte de leur troisième enfant dont la naissance est prévue pour janvier 2017,,,. Le 20 décembre 2016, elle donne naissance à un petit garçon, Joshua Bishop Kelley.

### Philanthropie
Peu après le début du tournage de Grey's Anatomy, Katherine Heigl décide de s'investir publiquement pour le don d'organes, auprès de l'association Donate Life America. Elle est d'autant plus concernée qu'après l'accident de voiture qui avait causé la mort de son frère Jason, alors qu'il avait quinze ans, en 1986, la famille Heigl avait choisi de léguer ses organes.
Katherine Heigl travaille avec l'organisme Best Friends Animal Society, sur plusieurs projets, notamment le programme Pup My Ride. L'une des actions est de trouver un nouveau foyer aux chiens sauvés de la pratique des combats de chiens. Elle apporte également son soutien financier.
En 2010, Katherine Heigl a été honorée par l'ASPCA, elle reçoit le Presidential Service Award en remerciement pour son travail et son dévouement au bien-être des animaux. En 2011, Heigl lance la campagne publicitaire « I Hate Balls » dont le but principal est de sauver la vie de millions d'animaux de compagnie.
En 2012, au nom de PETA, elle signe une lettre aux membres de l'assemblée législative d'Utah, les exhortant à rejeter une loi qui s'oppose à l’intérêt et au bien-être des animaux. La même année, elle est honorée par la CCAI (en) pour son engagement envers l'adoption et par l'American Cancer Society pour son travail afin d'aider à mieux connaître les problèmes liés au cancer grâce à son soutien public.

## Filmographie
Sauf indication contraire, les informations mentionnées dans cette section peuvent être confirmées par la base de données cinématographiques IMDb,  présente dans la section « Liens externes ».

### Cinéma

#### Longs métrages
- 1992 : That Night (en) de Craig Bolotin (en) : Kathryn
- 1993 : King of the Hill de Steven Soderbergh : Christina Sebastian
- 1994 : My Father, ce héros de Steve Miner : Nicole
- 1995 : Piège à grande vitesse (Under Siege 2: Dark Territory) de Geoff Murphy : Sarah Ryback
- 1997 : Prince Vaillant (Prince Valiant) d'Anthony Hickox : la princesse Ilene
- 1997 : Stand-ins (it) de Harvey Keith : Taffy-Rita Hayworth's Stand-in
- 1998 : Bug Buster (en) de Lorenzo Doumani : Shannon Griffin
- 1998 : La Fiancée de Chucky (Bride of Chucky) de Ronny Yu : Jade
- 2000 : 100 Girls de Michael Davis : Arlene
- 2001 : Mortelle Saint-Valentin (Valentine) de Jamie Blanks : Shelley Fisher
- 2003 : Descendant (en) de Kermit Christman et Del Tenney : Ann Hedgerow / Emily Hedgerow
- 2005 : Zyzzyx Rd. de John Penney (en) : Marissa
- 2005 : Working Love (Side Effects) de Kathleen Slattery-Moschkau (en) : Karly Hert / Lips 2 - également productrice exécutive
- 2005 : The Ringer de Barry W. Blaustein (en) : Lynn Sheridan
- 2006 : Caffeine (en) de John Cosgrove (en) : Laura
- 2007 : En cloque, mode d'emploi (Knocked Up) de Judd Apatow : Alison Scott
- 2008 : 27 robes (27 Dresses) d'Anne Fletcher : Jane Nichols
- 2009 : L'Abominable Vérité (The Ugly Truth) de Robert Luketic : Abby - également productrice exécutive
- 2010 : Kiss and Kill (Killers) de Robert Luketic : Jen Kornfeldt
- 2010 : Bébé mode d'emploi (Life as We Know It) de Greg Berlanti : Holly Berenson - également productrice exécutive
- 2011 : Katherine Heigl Hates Balls d'Alex Fernie : Katherine Heigl[n 1] (court métrage)
- 2011 : Happy New Year (New Year's Eve) de Garry Marshall : Laura Carrington
- 2012 : Recherche Bad Boys désespérément (One for the Money) de Julie Anne Robinson : Stephanie Plum (en) - également productrice exécutive
- 2013 : Un grand mariage (The Big Wedding) de Justin Zackham : Lyla Griffin
- 2014 : Jackie and Ryan d'Ami Canaan Mann : Jackie
- 2015 : Dangerous Housewife (Home Sweet Hell) d'Anthony Burns : Mona Champagne
- 2015 : Marions-nous ! (Jenny's Wedding) de Mary Agnes Donoghue : Jenny
- 2017 : Rivales (Unforgettable) de Denise Di Novi : Tessa Connover
- 2021 : Fear of Rain de Castille Landon (ru) : Michelle

#### Films d'animation
- 2014 : Opération Casse-noisette (The Nut Job) de Peter Lepeniotis (en) : Andie (voix originale)
- 2017 : Opération Casse-noisette 2 (The Nut Job 2) de Cal Brunker (en) : Andie (voix originale)

### Télévision

#### Téléfilms
- 1996 : Poussière d'étoiles (en) (Wish Upon a Star) de Blair Treu (en) : Alexia Wheaton
- 1998 : La Tempête (The Tempest) de Jack Bender : Miranda Prosper
- 2003 : Ultime Pouvoir (en) (Critical Assembly) d'Eric Laneuville : Aizy Hayward
- 2003 : À la conquête d'un cœur (Love Comes Softly) de Michael Landon Jr. : Marty Claridge
- 2003 : Le diable ne meurt jamais (it) (Evil Never Dies) d'Uli Edel : Eve
- 2003 : Wuthering Heights de Suri Krishnamma : Isabel Linton
- 2003 : Vegas Dick de Frederick King Keller (en) : Madeline
- 2004 : À la conquête d’un cœur 2 (en) (Love's Enduring Promise) de Michael Landon Jr. : Marty Claridge
- 2005 : Romy and Michele: In the Beginning de Robin Schiff (en) : Romy White

#### Séries télévisées
- 1999-2002 : Roswell : Isabel Amanda Evans (61 épisodes)
- 2002 : La Treizième Dimension : Andrea Collins (saison 1, épisode 5)
- 2005-2010 : Grey's Anatomy : Isobel Katherine Stevens (120 épisodes)
- 2014-2015 : State of Affairs : agent Charleston « Charlie » Tucker (13 épisodes - également productrice exécutive de 7 épisodes)
- 2017 : Doubt : Affaires douteuses (Doubt) : Sadie Ellis (13 épisodes)
- 2018-2019 : Suits : Avocats sur mesure (Suits) : Samantha Wheeler (26 épisodes)
- 2019 : Our House : rôle non communiqué (pilote abandonné pour CBS)
- 2021-2023 : Toujours là pour toi (Firefly Lane) : Tully Hart (26 épisodes - également productrice exécutive de 10 épisodes)

Prochainement
- date inconnue : Woodhull : Victoria Woodhull[73] (mini-série, en préproduction[73])

## Distinctions

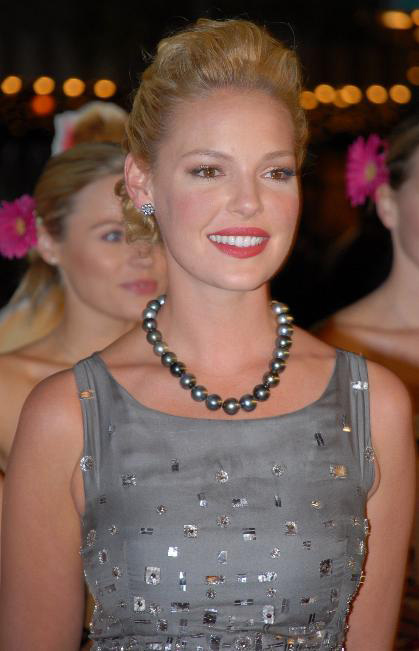
Katherine Heigl, en 2008.

Sauf indication contraire, les informations mentionnées dans cette section peuvent être confirmées par la base de données cinématographiques IMDb,  présente dans la section « Liens externes ».

### Récompenses
- CAMIE Award 2003 : meilleure distribution pour À la conquête d'un cœur
- CAMIE Award 2005 : meilleure distribution pour À la conquête d’un cœur 2 (en)
- Satellite Awards 2006 : Meilleure distribution dans une série télévisée pour Grey's Anatomy
- Emmy Awards 2007 : meilleure actrice dans un second rôle dans une série dramatique pour Grey's Anatomy
- Screen Actors Guild Awards 2007 : meilleure distribution dans une série télévisée dramatique pour Grey's Anatomy
- People's Choice Awards 2008 : meilleure actrice dans une série télévisée pour Grey's Anatomy
- People's Choice Awards 2010 : meilleure actrice dans une série télévisée dramatique pour Grey's Anatomy
- ShoWest Convention 2010 : star de l'année
- Alliance of Women Film Journalists 2013 : actrice ayant le plus besoin d'un nouvel agent, prix partagé avec Reese Witherspoon

### Nominations
- Young Artist Awards 1995 : meilleure interprétation par une jeune actrice au cinéma pour My Father, ce héros
- Teen Choice Awards 2001 : meilleure actrice dans une série télévisée pour Roswell
- Saturn Award 2001 : meilleure actrice de télévision dans un second rôle pour Roswell
- Gold Derby Awards 2006 : meilleure distribution pour Grey's Anatomy
- Teen Choice Awards 2006 : meilleure actrice dans une série télévisée dramatique pour Grey's Anatomy
- Screen Actors Guild Awards 2006 : meilleure distribution dans une série télévisée dramatique pour Grey's Anatomy
- Gold Derby Awards 2007 :
  - Meilleure distribution pour Grey's Anatomy
  - Meilleure actrice dans un second rôle dans une série télévisée dramatique pour Grey's Anatomy
- Golden Globes 2007 : meilleure actrice dans un second rôle dans une série, une mini-série ou un téléfilm pour Grey's Anatomy
- Golden Schmoes Awards 2007 : meilleure actrice pour En cloque, mode d'emploi
- [[Online Film and Television Association|Online Film & Television Association]] Award 2007 : meilleure actrice dans un second rôle dans une série télévisée dramatique pour Grey's Anatomy
- Satellite Awards 2007 : meilleure actrice pour En cloque, mode d'emploi
- St. Louis Film Critics Association 2007 : Meilleure actrice dans un second rôle pour En cloque, mode d'emploi
- Teen Choice Awards 2007 :
  - meilleure actrice pour En cloque, mode d'emploi
  - meilleure actrice dans une série télévisée dramatique pour Grey's Anatomy
- Golden Globes 2008 : meilleure actrice dans un second rôle dans une série, une mini-série ou un téléfilm pour Grey's Anatomy
- Empire Awards 2008 : meilleure actrice pour En cloque, mode d'emploi
- Emmy Award 2008 : meilleure actrice dans un second rôle dans une série télévisée dramatique pour Grey's Anatomy
- MTV Movie & TV Awards 2008 : meilleure interprétation féminine pour En cloque, mode d'emploi
- Screen Actors Guild Award 2008 : meilleure distribution dans une série télévisée dramatique pour Grey's Anatomy
- Teen Choice Awards 2008 : meilleure actrice dans une série télévisée dramatique pour Grey's Anatomy
- Alliance of Women Film Journalists 2009 : actrice ayant le plus besoin d'un nouvel agent
- Satellite Awards 2009 : meilleure actrice pour L'Abominable Vérité
- Teen Choice Awards 2009 : meilleure actrice pour L'Abominable Vérité
- Alliance of Women Film Journalists 2011 : actrice ayant le plus besoin d'un nouvel agent
- People's Choice Awards 2011 : meilleure actrice
- Razzie Awards 2013 : pire actrice pour Recherche Bad Boys désespérément
- Razzie Awards 2014 : pire actrice dans un second rôle pour Un grand mariage
- Behind the Voice Actors Awards 2015 : meilleure doublage féminin pour Opération Casse-noisette
- Razzie Awards 2016 : pire actrice pour Dangerous Housewife
- Razzie Awards 2018 : pire actrice pour Rivales

## Voix francophones
En France, Charlotte Marin est la voix française régulière de Katherine Heigl depuis la série télévisée Roswell en 1999,,.
Au Québec, Mélanie Laberge est la voix québécoise régulière de l'actrice.